# Alto Feliz
Alto Feliz is een gemeente in de Braziliaanse deelstaat Rio Grande do Sul. De gemeente telt 3.067 inwoners (schatting 2009).

## Aangrenzende gemeenten
De gemeente grenst aan Bom Princípio, Carlos Barbosa, Farroupilha, Feliz, São Vendelino en Vale Real.